# Almeno tu nell’universo
Almeno tu nell’universo („Wenigstens du im Universum“) ist ein italienisches Lied von Bruno Lauzi und Maurizio Fabrizio, das erstmals 1989 von Mia Martini veröffentlicht wurde.

## Hintergrund und Veröffentlichung
Die Songwriter Fabrizio und Lauzi hatten das Lied bereits 1972 (nach anderen Angaben 1974) geschrieben, als Lauzi auch den Text für Mia Martinis ersten Hit Piccolo uomo verfasst hatte. Martini lehnte es zunächst ab, auch Almeno tu nell’universo aufzunehmen. Als das Lied schließlich für das Sanremo-Festival 1989 eingereicht wurde, war anfangs Mietta als Interpretin vorgesehen. Diese zog sich jedoch zurück (sie präsentierte im Festival stattdessen Canzoni von Amedeo Minghi) und so ging das Lied wieder auf Mia Martini über, die gerade zusammen mit Produzent Gianni Sanjust an einem Comeback nach einem mehrjährigen Rückzug aus der Öffentlichkeit arbeitete. Komponist Fabrizio überwachte die Aufnahme des Liedes als Arrangeur und Dirigent.
Mia Martini hatte zuletzt 1982 am Festival teilgenommen und dort den Kritikerpreis gewonnen. 1989 präsentierte sie Almeno tu nell’universo am zweiten Abend des Festivals (22. Februar) und erreichte im Finale den neunten Platz (von 24) in der Hauptkategorie. Zum zweiten Mal wurde sie dafür mit dem Kritikerpreis ausgezeichnet. Das Lied erschien als 7″-Single SP 1871 bei Fonit Cetra mit der B-Seite Spegni la testa. Beide Lieder fanden im selben Jahr Eingang in das Studioalbum Martini Mia… Außerdem war Almeno tu nell’universo zusammen mit Miettas Canzoni Teil einer Jukebox-Veröffentlichung.

## Musik
Das Lied besteht aus drei zehntaktigen Strophen (A) und einem zweigeteilten, 16-taktigen Refrain (B-B’), in der Abfolge A-A-B-B’-A-B-B’-[B’]. Es beginnt mit einem zweitaktigen Klavier-Intro. Die Perkussion setzt ab der zweiten Strophe ein, die Streicher kommen erst kurz vor dem Refrain dazu. Die letzte Wiederholung des zweiten Refrain-Teils ([B’]) ist in der ersten Hälfte rein instrumental, wobei die Streicher die Hauptstimme übernehmen; dies wiederholt sich im ausgeblendeten Outro. Tonart ist Fis-Dur.
(Transkript der ersten vier Takte des Refrains, ca. Minute 1:30–1:43 der Originalaufnahme; auf Fonit Cetra SP 1871)

## Text
Almeno tu nell’universo ist kein klassisches Liebeslied: Thema ist vielmehr die Widersprüchlichkeit menschlichen Verhaltens und die Suche nach einem emotionalen Fixpunkt inmitten dieser Unbeständigkeit.
Die drei Strophen beginnen jeweils mit den Worten Sai, la gente è… ‚Du weißt, die Menschen sind …‘ und einem wechselnden Adjektiv, strana ‚seltsam‘, matta ‚verrückt‘ bzw. sola ‚einsam‘. In den ersten beiden Strophen wird aufgezeigt, wie Menschen plötzlich und ohne Schwierigkeiten von Liebe zu Hass und von Wahrheit zu Lüge übergehen und blind der Umwelt und der Mode folgen. In der dritten Strophe finden sich Erklärungsversuche für das Verhalten der Menschen (Einsamkeit und Existenzängste), wobei auch deutlich wird, dass die Sängerin sich selbst als Teil dieser seltsamen, verrückten, einsamen Gruppe sieht.
Diesem relativ negativen Bild der Strophen wird im Refrain als starker Kontrast die angesprochene Person gegenübergestellt: Tu, tu che sei diverso ‚Du, der du anders bist‘. Wenigstens er sei im ganzen Universum ein unveränderlicher Fixpunkt (Fixstern), eine Sonne, ein Diamant. Der zweite Teil des Refrains enthält die fast flehentliche Bitte, er möge immer ehrlich sein und sie wirklich und immer mehr lieben.

## Rezeption
Almeno tu nell’universo gilt neben Minuetto (1973) als das bekannteste und charakteristischste Lied Mia Martinis. In einer von Repubblica.it 2005 durchgeführten Online-Befragung wurde es außerdem zum schönsten Lied des Sanremo-Festivals aller Zeiten gewählt.

### Erfolg
Nach längerer Abwesenheit gelang Mia Martini mit dem Lied die Rückkehr in die M&D-Singlecharts; in den Jahrescharts 1989 erreichte das Lied Platz 20. Anfang 2008 stieg das Lied erneut in die Singlecharts der FIMI ein, nachdem es in einer Werbekampagne des Automobilherstellers Fiat Verwendung gefunden hatte.
| ChartsChartplatzierungen | Höchstplatzierung | Wochen |
| ------------------------ | ----------------- | ------ |
| Italien (M&D, 1989)      | 6 (19 Wo.)        | 19     |
| Italien (FIMI, 2008)     | 47 (7 Wo.)        | 7      |

| ChartsJahrescharts (1989) | Platzierung |
| ------------------------- | ----------- |
| Italien (M&D)             | 20          |

### Coverversionen
Eine Vielzahl italienischer und internationaler Musiker veröffentlichte Coverversionen des Liedes. Die spanisch-argentinische Sängerin Magdalena León nahm es 1992 mit einem spanischen Text von Roberto López als Al menos tú en el universo für ihr selbstbetiteltes Album auf, die amerikanische Sängerin Thelma Houston veröffentlichte mit Flame (Text von Tobias Boshell) 1994 auch eine englische Version des Liedes (exklusiv für den italienischen Markt). Anlässlich des Todes Mia Martinis nahm Mina Almeno tu nell’universo 1995 für ihr Album Pappa di latte auf. Fiordaliso veröffentlichte eine weitere spanische Version unter dem Titel Por lo menos tu en el universo in ihrem Album Como te amaré (1997); die italienische Version coverte sie hingegen 2004.
Elisa nahm Almeno tu nell’universo 2003 für den Soundtrack des Films Ricordati di me von Gabriele Muccino auf. In dieser Version erreichte das Lied erstmals die Spitze der italienischen Singlecharts (und Platz sechs der Jahreswertung). Dazu existiert ein Musikvideo, das auch Filmszenen enthält. Elisa veröffentlichte das Lied Ende des Jahres in einer neu arrangierten Version auf ihrem Album Lotus.
Weitere Versionen (immer reine Albenveröffentlichungen) erschienen von Massimo Ranieri (2006), Mafalda Minnozzi (2008), Paolo Fresu (2008), Fausto Leali (2009) und Gilda Giuliani (2009). Marco Mengoni sang das Lied während seiner Teilnahme an der Castingshow X Factor 2009 und nahm es nach dem Sieg in seine Debüt-EP Dove si vola auf. Im Rahmen des Sanremo-Festivals wurde das Lied mehrfach von Teilnehmern gecovert: 2004 von Mario Rosini, 2012 von Gigi D’Alessio und Loredana Bertè mit Macy Gray (kombiniert mit der englischen Version von Thelma Houston) und 2013 von Chiara.
| ChartsChartplatzierungen | Höchstplatzierung | Wochen |
| ------------------------ | ----------------- | ------ |
| Italien (FIMI)           | 1 (25 Wo.)        | 25     |

| ChartsJahrescharts (2003) | Platzierung |
| ------------------------- | ----------- |
| Italien (FIMI)            | 6           |

| ChartsChartplatzierungen | Höchstplatzierung | Wochen |
| ------------------------ | ----------------- | ------ |
| Italien (FIMI)           | 22 (3 Wo.)        | 3      |

## Belege
1. ↑  Carlo Moretti: Spoleto, sul palco Roby Facchinetti per rifare la storia del pop italiano. In: Repubblica.it. 2. Juli 2010, abgerufen am 14. Mai 2020 (italienisch).
2. 1 2 3  Mia Martini, testo e storia di ‘Almeno tu nell’universo’. In: Sky TG24. 7. Februar 2019, abgerufen am 14. Mai 2020 (italienisch).
3. ↑  Ezio Guaitamacchi: 1000 canzoni che ci hanno cambiato la vita. Rizzoli, Mailand 2009, ISBN 978-88-586-1742-7 (italienisch).
4. ↑  Mia Martini – Almeno tu nell’universo bei Discogs
5. ↑  Mia Martini / Mietta – Almeno tu nell’universo / Canzoni bei Discogs
6. ↑  Il significato di Almeno tu nell’Universo canzone che Mia Martini cantò a Sanremo 30 anni fa. In: Fanpage.it. Abgerufen am 19. Juni 2020.
7. ↑  Gino Castaldo: Modugno, Giorgia, Martini sono loro i magnifici tre. In: Repubblica.it. 27. Februar 2005, abgerufen am 14. Mai 2020 (italienisch).
8. ↑  Asapress: FIAT/La nuova Croma dedicata a tutti i capofamiglia. In: Yellow Motori. 14. November 2007, abgerufen am 14. Mai 2020 (italienisch).
9. ↑  Guido Racca: M&D Borsa Singoli 1960-2019. Selbstverlag, 2019, ISBN 978-1-09-326490-6, S. 294.
10. ↑  Guido Racca & Chartitalia: Top 100 FIMI Singoli. Lulu, 2013, S. 117.
11. ↑  Guido Racca: M&D Top 100 Year-End: Singoli & Album 1960-2018. Selbstverlag, 2019, ISBN 978-1-980329-12-1, S. 85.
12. ↑  Magdalena León – Magdalena León. In: Magdalena León Sito Oficial. Archiviert vom Original (nicht mehr online verfügbar) am 1. Mai 2017; abgerufen am 19. Juni 2020.  Info: Der Archivlink wurde automatisch eingesetzt und noch nicht geprüft. Bitte prüfe Original- und Archivlink gemäß Anleitung und entferne dann diesen Hinweis.
13. ↑  Thelma Houston – Thelma Houston bei Discogs
14. ↑  Mina – Pappa di latte bei Discogs
15. ↑  Fiordaliso – Como te amaré bei Discogs
16. ↑  Fiordaliso – Come si fa bei Discogs
17. ↑  2003 – Esce “Lotus” e la cover di “Almeno tu nell’universo”, di Mia Martini. Radio Studio 105, 20. Juni 2017, abgerufen am 19. Juni 2020.
18. ↑  Offizielles Musikvideo auf YouTube
19. ↑  Elisa – Lotus bei Discogs
20. ↑  Massimo Ranieri – Canto perché non so nuotare… da 40 anni bei Discogs
21. ↑  Mafalda Minnozzi – Controvento. Mafalda Minnozzi, abgerufen am 19. Juni 2020.
22. ↑  Paolo Fresu – Le Fresiadi bei Discogs
23. ↑  Fausto Leali – Una piccola parte di te bei Discogs
24. ↑  Gilda Giuliani – Canto Mimì bei Discogs
25. ↑  Marco Mengoni – Almeno tu nell’universo. In: hitparade.ch. Hung Medien, abgerufen am 19. Juni 2020.
26. ↑  Eddy Anselmi: Il Festival di Sanremo: 70 anni di storie, canzoni, cantanti e serate. DeAgostini, Mailand, ISBN 978-88-511-7661-7, S. 659–662.
27. ↑  Guido Racca & Chartitalia: Top 100 FIMI Singoli. Lulu, 2013, S. 89.
28. ↑  Jahreshitparaden der FIMI (Memento vom 12. Februar 2004 im Internet Archive) (PDF)
29. ↑  Guido Racca & Chartitalia: Top 100 FIMI Singoli. Lulu, 2013, S. 119.